# Naranjo de Yerbas Buenas
Naranjo de Yerbas Buenas es un caserío peruano ubicado en el distrito de Lagunas, perteneciente a la provincia de Ayabaca del departamento de Piura, al norte del Perú. 

## Ubicación
Naranjo de Yerbas Buenas se ubica al oeste de la provincia de Ayabaca, en el distrito de Lagunas, en el departamento de Piura.

## Demografía
En 2017 Naranjo de Yerbas Buenas tenía una población de 102 habitantes.